# Stare Krzywe
Stare Krzywe (niem. Alt Krzywen, od 1936 Alt Kriewen) – wieś w Polsce położona w województwie warmińsko-mazurskim, w powiecie ełckim, w gminie Stare Juchy.
W latach 1975–1998 miejscowość administracyjnie należała do województwa suwalskiego.